# Groupe aéronaval
Pour les articles homonymes, voir GAN.
 (avril 2025).

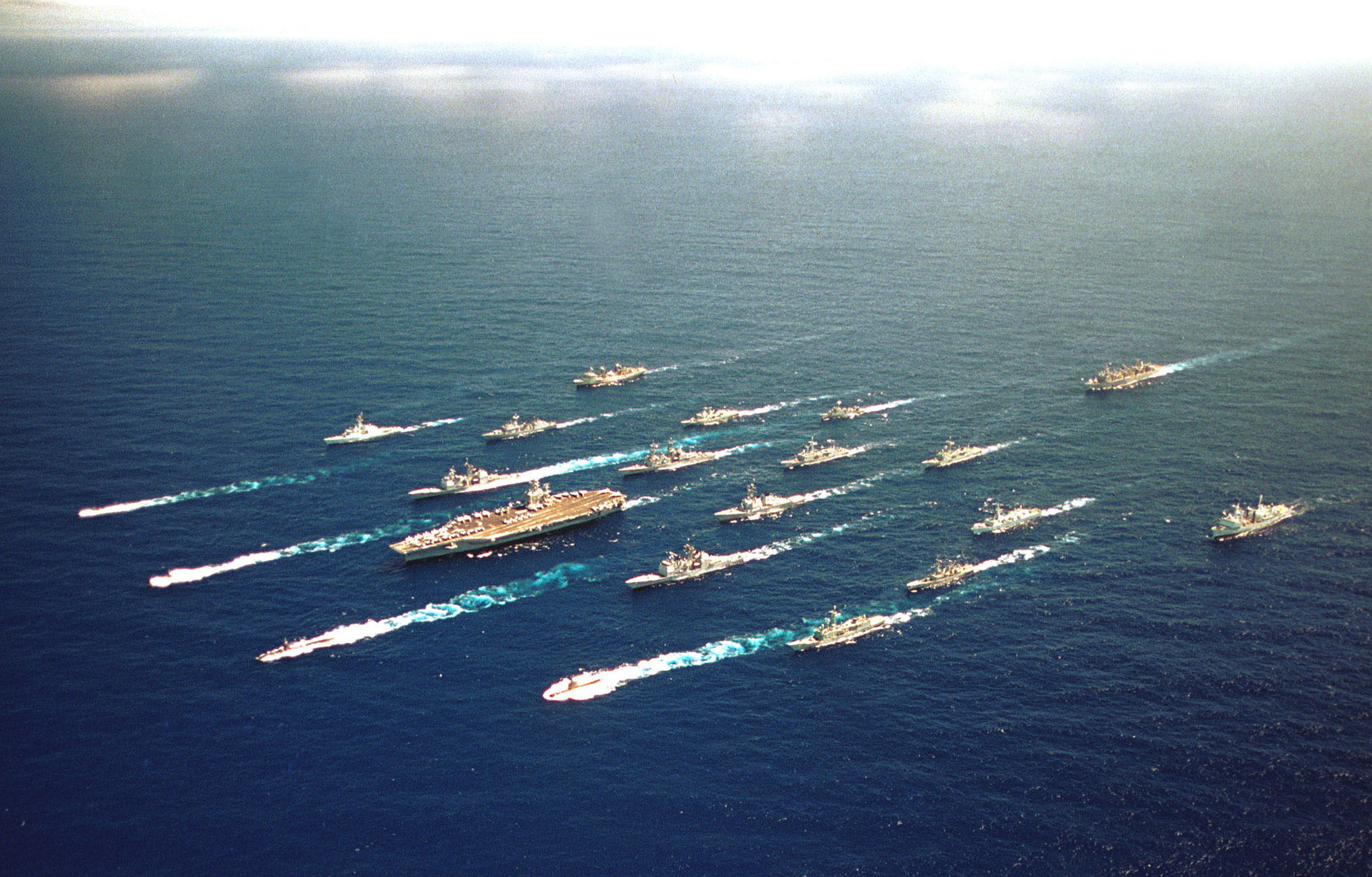
Groupe aéronaval de l'USS Abraham Lincoln (CVN-72) en 2000

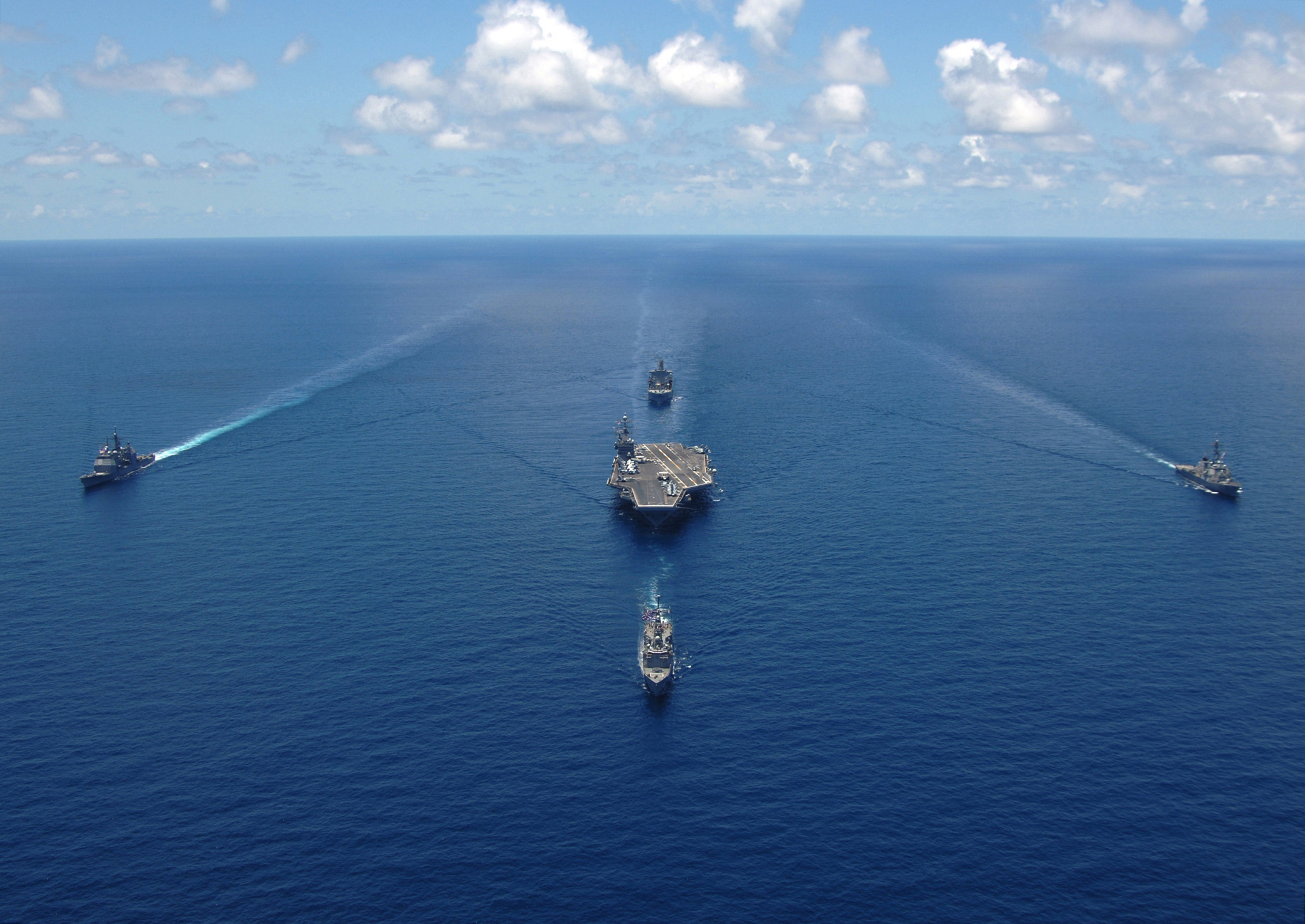
Groupe aéronaval de l'USS George Washington (CVN-73) en 2006

Un groupe aéronaval (GAN) — en anglais : Carrier Vessel Battle Group (CVBG) ou Carrier Strike Group (CVSG) — est un groupe de combat naval articulé autour d'un porte-avions. Les groupes aéronavals représentent une part importante des capacités de projection de puissance militaire des pays dont les marines sont dotées de porte-avions. Il s'agit d'un "outil militaire qui permet à son détenteur de figurer parmi les grandes puissances".
L'US Navy (qui possède 11 porte-avions) déploie en permanence quatre ou cinq groupes aéronavals opérationnels (dans l'océan Atlantique, en Méditerranée, dans l'océan Pacifique, dans l'océan Indien ou dans le golfe Persique).
La Marine nationale française peut mettre en œuvre un groupe aéronaval autour du porte-avions Charles de Gaulle.

## Missions
Le groupe aéronaval peut être employé pour différentes missions :
- pour l'attaque d'objectif terrestre avec l'aviation d'assaut embarquée et des missiles de croisière ;
- en protection du trafic commercial ou de convois militaires ;
- en appui et protection d'une opération amphibie ;
- pour établir une supériorité aérienne sur une zone en coopération avec des forces aériennes basées à terre ;
- pour assurer une présence navale dans la gestion politique d'une crise.
- pour faire de la lutte anti-navire
- pour assurer la dissuasion nucléaire

Un groupe aéronaval n'a donc pas une composition prédéterminée ; il est formé et dissous en fonction des circonstances.

## Structure d'un groupe aéronaval
Outre le porte-avions et son groupe aérien embarqué (dont la composition dépend également de la mission et qui sont aux États-Unis appelés actuellement Carrier Air Wing), il comprend en général :
- une escorte contre les menaces aériennes ;
- une escorte contre les menaces sous-marines ;
- un navire ravitailleur pour le ravitaillement en vivres, en combustible des bâtiments à propulsion classique, en carburant aviation et en munitions du porte-avions ;
- un sous-marin nucléaire d'attaque pour la lutte antinavire et anti-sous-marine.

### Structure américaine
Dans l'US Navy, une force opérationnelle, appelée Carrier strike group, comprend actuellement :
- un porte-avions nucléaire ;
- un (ou deux) croiseur de la classe Ticonderoga Aegis lance-missiles pour la défense anti-aérienne et l'attaque d'objectifs terrestres par missiles de croisière ;
- deux ou trois destroyers de la classe Arleigh Burke, qui sont polyvalents. Ils sont équipés également du système Aegis ;
- un navire ravitailleur pour le ravitaillement en vivres, en combustible des bâtiments à propulsion classique, en carburant aviation et en munitions du porte-avions ;
- jusqu'à deux sous-marins nucléaires d'attaque pour la lutte antinavire et anti-sous-marine, souvent de la classe Los Angeles ou Virginia.

### Structure française
La Marine nationale peut réaliser depuis 1994 ce groupe aéronaval :
- le porte-avions nucléaire Charles de Gaulle ;
- un sous-marin nucléaire d'attaque (SNA) de classe Suffren ou de classe Rubis ;
- deux frégates de lutte anti-sous-marine de classe Aquitaine ;
- une ou deux frégates anti-aériennes de classe Horizon ou de classe Aquitaine dans sa variante FREMM DA (frégate multi-missions à capacité de défense aérienne renforcée) ;
- un bâtiment escorteur polyvalent, habituellement un bâtiment de classe La Fayette ou un navire allié, il occupe souvent un role d'éclaireur en avant du groupe ou entre le groupe et le côte ;
- un pétrolier ravitailleur de classe Jacques Chevallier, ou de classe Durance ;
- Jusqu’à 40 avions de combat Rafale Marine embarqués à bord du porte-avions ;
- Deux avions radar de surveillance type Grumman E-2 Hawkeye embarqués à bord du porte-avions ;
- Un avion de renseignement et de lutte anti-sous-marine de type Atlantique 2 (ATL2) ;
- Des hélicoptères de type NH90 et Dauphin embarqués à bord des différents navires[2].

À la fin des années 1970, les opérations Saphir ont été l'occasion d'un groupe aéronaval autour du Clemenceau, vers le golfe d'Aden (jusqu'à dix-sept navires français).

### Royaume Uni
En tant que pionnière du concept porte-avions, la Royal Navy a maintenu la culture d'une force aéronavale depuis la mise en service du HMS Argus (I.49) en 1918,. Cependant, cette capacité a été temporairement perdue entre 2010 et 2018, à la suite du retrait des porte-avions de la classe Invincible et du Harrier GR.9. Durant cette période, la Royal Navy s'est efforcée de régénérer sa capacité de frappe aéronavale basée sur le concept de projection de puissance embarquée (CEPP) en commandant deux porte-avions de classe Queen Elizabeth et le F-35B Lightning pour opérer à partir d'eux. Afin de maintenir ses compétences et son expérience, la Royal Navy a intégré du personnel et des bâtiments auprès de marines alliées, en particulier l'United States Navy.

## Historique
Les groupes aéronavals ont été constitués pour la première fois pendant la Seconde Guerre mondiale. Ils comportaient alors un bien plus grand nombre de bâtiments qu'aujourd'hui. Ce conflit a aussi connu les seules batailles à ce jour entre groupes aéronavals, comme dans la bataille de Midway où le Kidô Butai, la formation aéronavale de la marine impériale japonaise perd quatre porte-avions.
Pendant la guerre froide, leur principal rôle dans un affrontement Est-Ouest était la protection des convois dans l'Atlantique Nord et la destruction, avant sa sortie de la mer de Norvège (barrage GIUK) de la marine soviétique. De son côté, cette dernière avait planifié la destruction des groupes aéronavals occidentaux au moyen de ses nombreux sous-marins et de son importante puissance de feu en missiles antinavires.
Cette utilisation des missiles antinavires contre un groupe aéronaval a également représenté le principal effort de la marine argentine contre la Royal Navy pendant la guerre des Malouines.